# Mamajew-Hügel

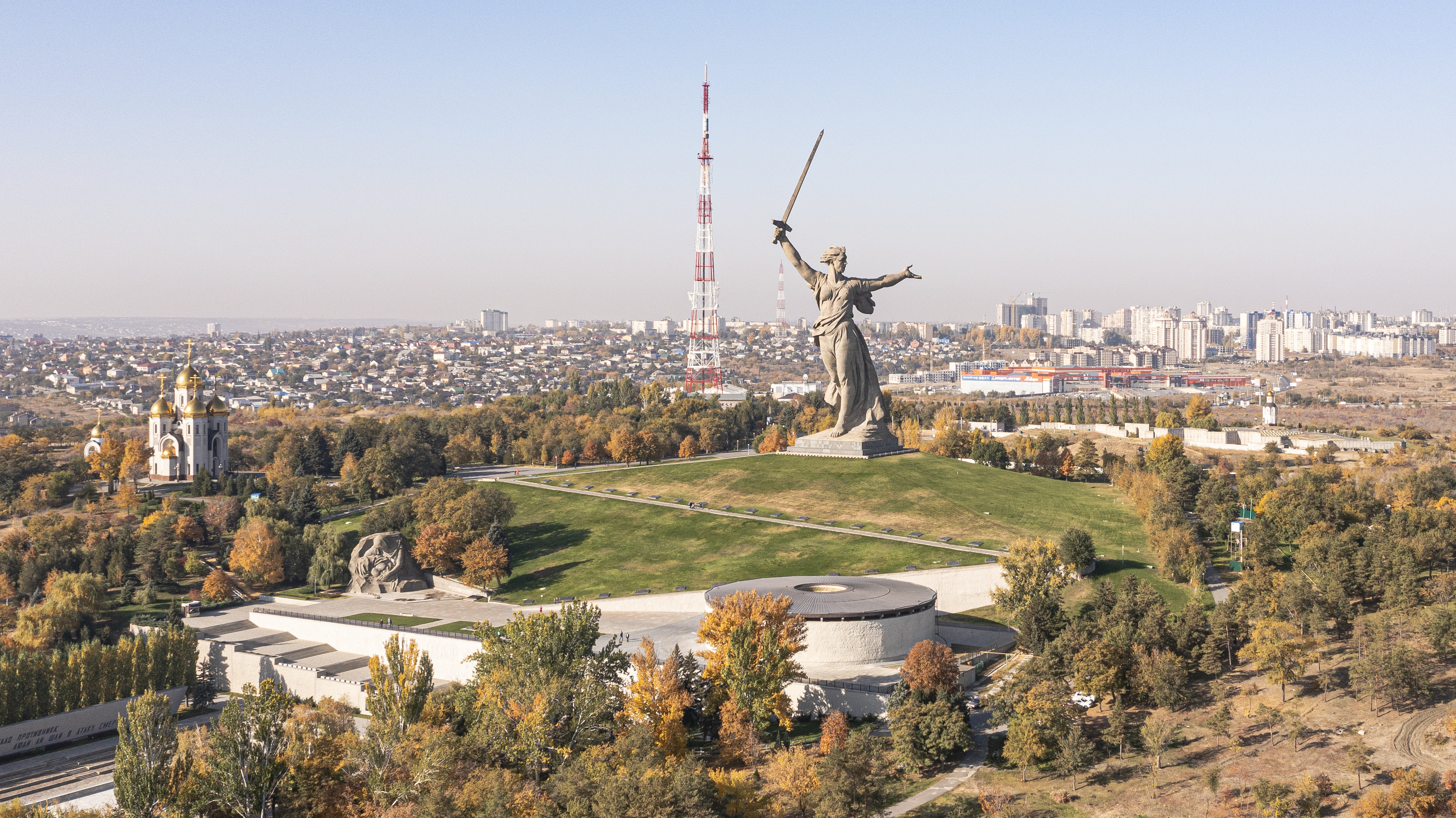
Mamajew-Hügel mit Kolossalstatue „Mutter Heimat ruft“ (2018)

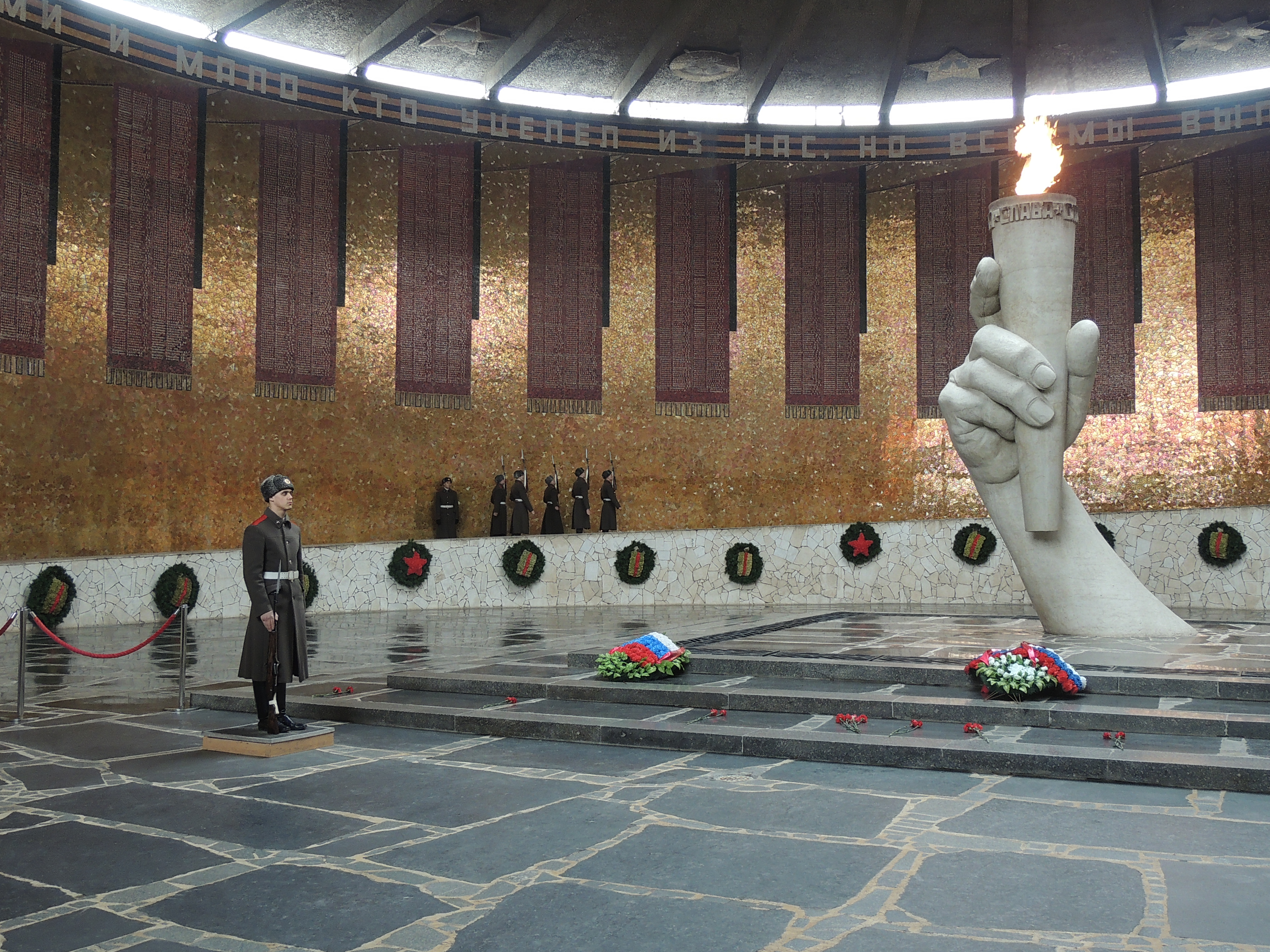
Saal des Soldatenruhmes (2015)

Der Mamajew-Hügel (russisch Мамаев курган, Mamajew kurgan, auch Höhe 102,0), nördlich des Stadtzentrums von Wolgograd gelegen, war in der Schlacht von Stalingrad ein taktisch wichtiger und hart umkämpfter Punkt der Frontlinie zwischen dem Stadtzentrum im Süden und den nördlich liegenden großen Fabriken (Stahlwerk „Roter Oktober“, Geschützfabrik „Barrikaden“ und Traktorenwerk „Dserschinski“).
Heute befindet sich auf diesem Gebiet der Stadt Wolgograd eine monumentale Gedenkstätte. Der Hügel wurde nach Mamai benannt, einem Emir der Goldenen Horde im 14. Jahrhundert.

## Chronik der Kämpfe
Das NKWD-Bataillon erwartete am 13. September 1942 einen Großangriff der deutschen 295. Infanterie-Division in Schützengräben und Stacheldrahtverhau. Tschuikows Hauptquartier der 62. Armee am Mamajew-Hügel geriet unter schweren Artilleriebeschuss und musste an die Zariza verlegt werden. Am 15. September 1942 meldete Radio Berlin die Einnahme des Hügels. Es gab einen Gegenangriff der Roten Armee am Mamajew-Hügel und am Hauptbahnhof. Die sowjetische Verteidigung erhielt am 19. September Verstärkung von der 112. Schützen-Division. Der Mamajew-Hügel war am 27. September zur Hälfte in deutscher Hand, nur der Osthang wurde von der 284. Schützen-Division (Oberst Batjuk) hartnäckig verteidigt. Mit der Kapitulation der Wehrmacht in Stalingrad endeten am 2. Februar 1943 auch die Kämpfe um die Erhebung. Es wird vermutet, dass 30.000 Soldaten am Mamajew-Hügel starben.

„Nach dem Ende des Kampfes am 27. September 1942 war der blutgetränkte Boden auf dem Hügel voller Krater und Schrappnelle: pro Quadratmeter fand man zwischen 500 und 1250 Metallsplitter. Im Winter blieb der Boden schwarz und der Schnee schmolz in den Bränden und Explosionen. Im Frühling blieb der Hügel schwarz und kein Gras wuchs dort. Die früher steilen Hänge waren durch Monate intensiven Beschusses und Luftbombardements flach geworden.“

## Gedenkstätte

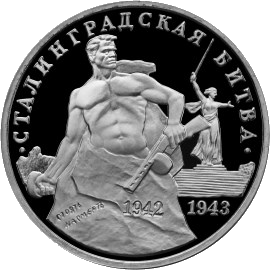
Skulpturen der Gedenkstätte auf einer russischen Münze

Die Bauarbeiten an der Gedenkstätte mit der monumentalen Statue, einer Personifikation der sowjetischen Heimat und Verkörperung des Triumphes der Roten Armee, begannen im Jahre 1959 und endeten nach achtjähriger Bauzeit mit der Einweihung am 15. Oktober 1967. Die Figur ist eine der höchsten Statuen der Welt.
Die meistbesuchte Gedenkstätte Russlands ist das ganze Jahr hindurch geöffnet. Der Eintritt ist frei. Die Haltestelle Mamajew kurgan der Stadtbahn liegt unmittelbar unterhalb des Parkgeländes.

### Architektur
Bereits aus kilometerweiter Entfernung ist die Statue, die den Namen Mutter Heimat ruft (russisch Родина-мать зовёт!, Rodina-mat sowjot!) trägt, zu erkennen: eine riesige Frauengestalt in wehendem Gewand und emporgestrecktem Schwert. Die Statue ist der östlich am Hügel vorbeifließenden Wolga zugewandt, die der Hügel relativ steil ansteigend um mehr als 100 Meter überragt. Der Oberkörper der Figur ist halb nach links (Norden) gedreht; ihr weit aufgerissener Mund ruft die Söhne des Landes zur Verteidigung.
Die Statue misst bis zur Spitze des 33 Meter langen und 14 Tonnen schweren Schwertes 82 Meter (bis zum Kopf 52 Meter) und wiegt etwa 8000 Tonnen. Der Entwurf stammt von Jewgeni Wutschetitsch. Weiter unterhalb der Kuppe befindet sich eine parkartige Anlage mit Steinskulpturen und in einem Gebäude eine große, von einer Steinhand gehaltene Ewige Flamme.

Flagge der Oblast Wolgograd mit einer stilisierten Abbildung der Monumentalstatue

### Sonstiges
Auf dem Hügel liegt auch das Grab des Marschalls Wassili Iwanowitsch Tschuikow, der nach seinem Tod 1982 hier bestattet wurde. Mutter-Heimat-Statuen ähnlicher Symbolik stehen in Russland in Sankt Petersburg auf dem Piskarjowskoje-Gedenkfriedhof und in Kaliningrad sowie in anderen Nachfolgestaaten der Sowjetunion in Jerewan (Armenien), Kiew (Ukraine) und Tiflis (Georgien).